# Трета сярска гимназия
Трета сярска гимназия (на гръцки: 3o Γυμνάσιο Σερρών) е средно училище в източномакедонския град Сяр (Серес), Гърция. Неокласическата му сграда е архитектурна забележителност. Намира се на улица „Евталия Адам“ № 1.
Сградата е построена в 1885 година в подножието на Сярската крепост като османска военна болница и струва 5000 турски лири. Парите за построяването на сградата са от местни благодетели.
По време на Междусъюзническата война през юни 1913 година е опожарена. След ремонта си сградата функционира като болница до 1952 година, след което става девическо училище. В 1973 година в двора е добавена нова сграда и от 1979 година, след сливането на училищата, там се помещават Трети лицей и Трета гимназия. От 1994 година в сградата се намира само Трета сярска гимназия.